# (4219) Nakamura
(4219) Nakamura (1988 DB) – planetoida z pasa głównego asteroid okrążająca Słońce w ciągu 3,88 lat w średniej odległości 2,47 j.a. Odkryta 19 lutego 1988 roku.